# 新発田市五十公野公園陸上競技場
新発田市五十公野公園陸上競技場（しばたし いじみのこうえん りくじょうきょうぎじょう）は、新潟県新発田市の五十公野公園内にある陸上競技場。球技場としても使用される。愛称 グリーンスタジアムしばた。施設は新発田市が所有し、運営管理も新発田市が行っている。

## 歴史
1980年（昭和55年）5月に旧メインスタンドが竣工。
その後、施設は老朽化していたが、2002 FIFAワールドカップの開催地に新潟スタジアムが選ばれたことから、新発田市は周辺町村と共に域内のスポーツ施設を合宿地として使用できるように競技場も全面改築され、2002年（平成14年）3月に竣工した。メインスタンドは新発田城の三階櫓を、マラソンゲートは城門を模してデザインされている。また竣工と同時に、愛称「グリーンスタジアムしばた」が付与された。現在は日本女子サッカーリーグに所属するアルビレックス新潟レディースがホームゲームの一部を開催している。
長らく指定管理者として新発田市まちづくり振興公社が運営管理を行っていたが、2011年3月をもって同公社が解散したため、それ以降は新発田市が運営管理を行っている。

## 施設概要
- 日本陸上競技連盟第2種公認[2]
- トラック：全天候舗装、400m×9レーン[2]
  - トラック素材はイタリア製のスーパーX（シドニー・アトランタのオリンピックスタジアムで使用された敷詰め型の素材である）。
- インフィールド：天然芝（洋芝）3種混合、108×71m[2]
  - サッカー：105×68m[2]、ラグビー：95×69m[2]
- 照明設備：照明塔4基（フィールド内平均照度：300Lx）[2]
- 収容人員：8,800人（メインスタンド：座席2,144席＋車椅子席10席＋ロイヤルボックス34席、バックスタンド：芝生6,612席）[2]

## 公園内その他の施設
- 新発田市五十公野公園野球場
- サン・スポーツランド五十公野

また、競技場を発着点とするフルマラソンコースが設定されており、高等学校駅伝などで使用されている。